# David Alexander Johnston
David Alexander Johnston (Chicago, Illinois, 18 de desembre, 1949 - Saint Helens, Washington, 18 de maig de 1980) va ser un geòleg i vulcanòleg estatunidenc.
Johnston va néixer a Illinois, i va estudiar Geologia a la Universitat d'Illinois en Urbana-Champaign, va completar el seu Doctorat en Filosofia el 1978 a la Universitat de Washington, Seattle, un treball d'investigació al volcà Mount Augustine localitzat a Alaska abans de començar a treballar per a l'USGS.
Va ser un vulcanòleg al servei del United States Geological Survey (USGS) - Exploració Geològica dels Estats Units. Johnston es trobava en una estació d'observació mòbil ubicada a 10 quilòmetres del volcà Saint Helens en el matí del 18 de maig de 1980. Va ser el primer a reportar l'erupció transmetent el missatge: "Vancouver!, Vancouver! This is it!" abans de ser arrasat pel despreniment format a la paret nord de la muntanya. No va ser recuperat el seu cos i tampoc no es van trobar restes del lloc d'observació.
La direcció de la formació de la deformitat del con no va sorprendre a Johnston, qui era l'únic geòleg de l'USGS que hi havia deduït la naturalesa evolutiva del volcà. La predicció oficial de l'USGS afirmava que l'erupció, en cas d'ocórrer, seria de tipus vertical, mentre que Johnston (qui a base d'un extenuant treball d'investigació de l'edifici volcànic i de les forces geològiques involucrades en el fenomen) va proposar que l'erupció seria lateral i ocorreria del costat de la muntanya que ell estudiava minuciosament.
El 1997 l'àrea coneguda com a Coldwater Ridge va ser rebatejada amb el seu nom en la seva memòria. A l'esmentat cingle s'ubica el Johnston Ridge Observatory, un centre de visites i estació de monitoratge part del Mount St. Helens National Volcanic Monument